# آرنو لوزایادیو
آرنو لوزایادیو (انگلیسی: Arnaud Luzayadio؛ زادهٔ ۱۹ ژوئیهٔ ۱۹۹۹) بازیکن فوتبال است.